# Picoté Pamalá
Picoté Pamalá är en ort i Mexiko.   Den ligger i kommunen Sitalá och delstaten Chiapas, i den sydöstra delen av landet, 800 km öster om huvudstaden Mexico City. Picoté Pamalá ligger 890 meter över havet och antalet invånare är 279.
Terrängen runt Picoté Pamalá är kuperad åt sydost, men åt nordväst är den bergig. Runt Picoté Pamalá är det ganska tätbefolkat, med 129 invånare per kvadratkilometer. Närmaste större samhälle är Yajalón, 14,1 km nordost om Picoté Pamalá. Omgivningarna runt Picoté Pamalá är en mosaik av jordbruksmark och naturlig växtlighet.